# Élections européennes de 2004
 (juin 2008).
Si vous disposez d'ouvrages ou d'articles de référence ou si vous connaissez des sites web de qualité traitant du thème abordé ici, merci de compléter l'article en donnant les références utiles à sa vérifiabilité et en les liant à la section « Notes et références ».
Les élections européennes 2004 se sont déroulées du 10 au 13 juin 2004. Les citoyens de l'Union européenne ont élu les 732 députés du Parlement européen — contre 626 précédemment, pour tenir compte de l'élargissement à dix nouveaux États membres.
Chaque État a choisi le jour de l'élection suivant ses règles et traditions. Les votes ont par contre été décomptés simultanément dans les vingt-cinq États membres de l'Union européenne, le 13 juin ; les résultats ont été communiqués le 14 juin.

## Dates du vote
| Jour             | États membres votant |
| ---------------- | --- |
| jeudi 10 juin    | Pays-Bas, Royaume-Uni |
| vendredi 11 juin | République tchèque, Irlande |
| samedi 12 juin   | République tchèque, Italie (1er jour), Lettonie, Malte |
| dimanche 13 juin | Allemagne, Autriche, Belgique, Chypre, Danemark, Espagne, Estonie, Finlande, France, Grèce, Hongrie, Italie, Lituanie, Luxembourg, Pologne, Portugal, Slovaquie, Slovénie, Suède |

## Enjeux
Les enjeux du nouveau parlement sont :
1. les pouvoirs plus importants qui seront ceux du parlement élu en 2004 ;
2. la politique agricole ;
3. la justice ;
4. les affaires de police dans l'Union.

La Constitution européenne rajoutait comme tâches au parlement :
- le rôle en matière budgétaire ;
- l'établissement de l'absence de droit sur les recettes ;
- la fixation de la moitié des dépenses : 50 milliards d'euros ;
- le rôle de contrôle budgétaire : contrôle la Commission européenne

Contrairement à ce qu'ont pu laisser penser les campagnes électorales de certains partis, ne font a priori pas partie des attributions du parlement :
1. l'entrée de la Turquie dans l'UE ;
2. les problèmes nationaux ;
3. le choix de la Constitution.

## Partis européens créés pour ces élections
À l'échelle de l'Union, le Parti vert européen a été créé à Rome le 21 février 2004 pour ces élections. 
Au Royaume-Uni, le Respect Unity Coalition a été créé pour ces élections européennes avec l'intention de l'utiliser comme pépinière pour une campagne contre le gouvernement de Tony Blair.

## Représentation

Circonscriptions européennes en 2004

Les personnes ayant le droit de votes étaient approximativement 343 657 800 pour ces élections. Le nouveau parlement sera composé de 732 députés européens venant des vingt-cinq pays. Les nouveaux pays ont choisi leurs représentants pour la première fois. Ce fut la plus grande élection directe transnationale de l'histoire. 
Gibraltar a été représenté comme partie de la région Angleterre du Sud-Ouest du Royaume-Uni. Les élections ont coïncidé avec les élections britanniques de 2004 le 10 juin, bien que les résultats de l'élection du parlement européen ne furent pas annoncés avant que tous les États membres n'aient voté. 
Une nouvelle répartition des sièges entre les 25 pays de l'Union a été déterminée par le Traité de Nice : 
| Allemagne : 99 | Espagne : 54  | Hongrie : 24  | Luxembourg : 6 | République tchèque : 24 |
| Autriche : 18  | Estonie : 6   | Irlande : 13  | Malte : 5      | Royaume-Uni : 78        |
| Belgique : 24  | Finlande : 14 | Italie : 78   | Pays-Bas : 27  | Slovaquie : 14          |
| Chypre : 6     | France : 78   | Lettonie : 9  | Pologne : 54   | Slovénie : 7            |
| Danemark : 14  | Grèce : 24    | Lituanie : 13 | Portugal : 24  | Suède : 19              |

Groupes :
- Gauche unitaire européenne/Gauche verte nordique
- Parti socialiste européen
- Groupe des Verts/Alliance libre européenne
- Alliance des démocrates et des libéraux pour l'Europe
- Groupe du Parti populaire européen
- Groupe Indépendance/Démocratie
- Union pour l'Europe des nations
- Identité, tradition, souveraineté (n'a duré que 10 mois)

## Résultats

### Une abstention record
Avec un taux de participation de 45,5 % au niveau européen, ces élections ont été marquées par une abstention massive. L'abstention n'a cessé d'augmenter depuis les premières élections de 1979.
| Taux de participation par pays (en %) | Taux de participation par pays (en %) | Taux de participation par pays (en %) | Taux de participation par pays (en %) | Taux de participation par pays (en %) | Taux de participation par pays (en %) | Taux de participation par pays (en %) | Taux de participation par pays (en %) | Taux de participation par pays (en %) | Taux de participation par pays (en %) | Taux de participation par pays (en %) | Taux de participation par pays (en %) | Taux de participation par pays (en %) | Taux de participation par pays (en %) | Taux de participation par pays (en %) | Taux de participation par pays (en %) | Taux de participation par pays (en %) | Taux de participation par pays (en %) | Taux de participation par pays (en %) | Taux de participation par pays (en %) | Taux de participation par pays (en %) | Taux de participation par pays (en %) | Taux de participation par pays (en %) | Taux de participation par pays (en %) | Taux de participation par pays (en %) | Total  |
| DE                                    | AT                                    | BE                                    | CY                                    | DK                                    | ES                                    | EE                                    | FI                                    | FR                                    | EL                                    | HU                                    | IE                                    | IT                                    | LV                                    | LT                                    | LU                                    | MT                                    | NL                                    | PL                                    | PT                                    | UK                                    | SK                                    | SI                                    | SE                                    | CZ                                    | Total  |
| ------------------------------------- | ------------------------------------- | ------------------------------------- | ------------------------------------- | ------------------------------------- | ------------------------------------- | ------------------------------------- | ------------------------------------- | ------------------------------------- | ------------------------------------- | ------------------------------------- | ------------------------------------- | ------------------------------------- | ------------------------------------- | ------------------------------------- | ------------------------------------- | ------------------------------------- | ------------------------------------- | ------------------------------------- | ------------------------------------- | ------------------------------------- | ------------------------------------- | ------------------------------------- | ------------------------------------- | ------------------------------------- | ------ |
| 43                                    | 42,4                                  | 90,8                                  | 47,9                                  | 72,5                                  | 45,1                                  | 39,4                                  | 26,8                                  | 42,8                                  | 63,2                                  | 38,5                                  | 58,3                                  | 71,7                                  | 41,3                                  | 48,4                                  | 39,3                                  | 82,4                                  | 91,4                                  | 20,9                                  | 38,6                                  | 38,5                                  | 17 %                                  | 28,4                                  | 37,8                                  | 28,3                                  | 45,5 % |
| Source : Parlement européen           |                                       |                                       |                                       |                                       |                                       |                                       |                                       |                                       |                                       |                                       |                                       |                                       |                                       |                                       |                                       |                                       |                                       |                                       |                                       |                                       |                                       |                                       |                                       |                                       |        |

### Résultats par formations politiques
| Élection du Parlement européen, 2004 - Résultats définitifs du 20 juillet 2004 | Élection du Parlement européen, 2004 - Résultats définitifs du 20 juillet 2004 | Élection du Parlement européen, 2004 - Résultats définitifs du 20 juillet 2004 | Élection du Parlement européen, 2004 - Résultats définitifs du 20 juillet 2004 | Élection du Parlement européen, 2004 - Résultats définitifs du 20 juillet 2004 | Élection du Parlement européen, 2004 - Résultats définitifs du 20 juillet 2004 | Élection du Parlement européen, 2004 - Résultats définitifs du 20 juillet 2004 |
| Groupe                                                                         | Idéologie(s) dominante(s)                                                      | Mené par                                                                       | Eurodéputés                                                                    | Eurodéputés                                                                    | Eurodéputés                                                                    |                                                                                |
| ------------------------------------------------------------------------------ | ------------------------------------------------------------------------------ | ------------------------------------------------------------------------------ | ------------------------------------------------------------------------------ | ------------------------------------------------------------------------------ | ------------------------------------------------------------------------------ | ------------------------------------------------------------------------------ |
| PPE-DE                                                                         | Libéral-conservatisme, démocratie chrétienne                                   | Hans-Gert Pöttering                                                            | 268                                                                            |                                                                                |                                                                                |                                                                                |
| PSE                                                                            | Socialisme démocratique, social-démocratie, social-libéralisme                 | Martin Schulz                                                                  | 200                                                                            |                                                                                |                                                                                |                                                                                |
| ADLE                                                                           | Libéralisme, centrisme                                                         | Graham Watson                                                                  | 88                                                                             |                                                                                |                                                                                |                                                                                |
| V/ALE                                                                          | Écologisme, régionalisme                                                       | Daniel Cohn-Bendit Monica Frassoni                                             | 42                                                                             |                                                                                |                                                                                |                                                                                |
| GUE/NGL                                                                        | Anticapitalisme, écologisme                                                    | Francis Wurtz                                                                  | 41                                                                             |                                                                                |                                                                                |                                                                                |
| I/D                                                                            | Euroscepticisme                                                                | Jens-Peter Bonde Nigel Farage                                                  | 37                                                                             |                                                                                |                                                                                |                                                                                |
| UEN                                                                            | Nationalisme, Conservatisme                                                    | Brian Crowley Cristiana Muscardini                                             | 27                                                                             |                                                                                |                                                                                |                                                                                |
| NI                                                                             | Divers                                                                         | aucun                                                                          | 29                                                                             | Total: 732                                                                     | Sources:                                                                       |                                                                                |

| Pays               | Parti    | Parti | Parti  | Parti | Parti   | Parti | Parti  | Parti | Total |
| Pays               | GUE /NGL | PSE   | V /ALE | ADLE  | PPE- DE | UEN   | IND/DM | N. I. | Total |
| ------------------ | -------- | ----- | ------ | ----- | ------- | ----- | ------ | ----- | ----- |
| Allemagne          | 7        | 23    | 13     | 7     | 49      |       |        |       | 99    |
| Autriche           |          | 7     | 2      |       | 6       |       |        | 3     | 18    |
| Belgique           |          | 7     | 2      | 6     | 6       |       |        | 3     | 24    |
| Chypre             | 2        |       |        | 1     | 3       |       |        |       | 6     |
| Danemark           | 1        | 5     | 1      | 4     | 1       | 1     | 1      |       | 14    |
| Espagne            | 1        | 24    | 3      | 2     | 24      |       |        |       | 54    |
| Estonie            |          | 3     |        | 2     | 1       |       |        |       | 6     |
| Finlande           | 1        | 3     | 1      | 5     | 4       |       |        |       | 14    |
| France             | 3        | 31    | 6      | 11    | 17      |       | 3      | 7     | 78    |
| Grèce              | 4        | 8     |        |       | 11      |       | 1      |       | 24    |
| Hongrie            |          | 9     |        | 2     | 13      |       |        |       | 24    |
| Irlande            | 1        | 1     |        | 1     | 5       | 4     | 1      |       | 13    |
| Italie             | 7        | 16    | 2      | 12    | 24      | 9     | 4      | 4     | 78    |
| Lettonie           |          |       | 1      | 1     | 3       | 4     |        |       | 9     |
| Lituanie           |          | 2     |        | 7     | 2       | 2     |        |       | 13    |
| Luxembourg         |          | 1     | 1      | 1     | 3       |       |        |       | 6     |
| Malte              |          | 3     |        |       | 2       |       |        |       | 5     |
| Pays-Bas           | 2        | 7     | 4      | 5     | 7       |       | 2      |       | 27    |
| Pologne            |          | 8     |        | 4     | 19      | 7     | 10     | 6     | 54    |
| Portugal           | 3        | 12    |        |       | 9       |       |        |       | 24    |
| Royaume-Uni        | 1        | 19    | 5      | 12    | 28      |       | 11     | 2     | 78    |
| Slovaquie          |          | 3     |        |       | 8       |       |        | 3     | 14    |
| Slovénie           |          | 1     |        | 2     | 4       |       |        |       | 7     |
| Suède              | 2        | 5     | 1      | 3     | 5       |       | 3      |       | 19    |
| République tchèque | 6        | 2     |        |       | 14      |       | 1      | 1     | 24    |
| Total              | 41       | 200   | 42     | 88    | 268     | 27    | 37     | 29    | 732   |

| Groupe         | Votes       | %     | Parti          | Votes       | %     |
| -------------- | ----------- | ----- | -------------- | ----------- | ----- |
| GUE /NGL       | 9.999.413   | 6,48  | PGE            | 5.512.904   | 3,57  |
| GUE /NGL       | 9.999.413   | 6,48  | NGLA           | 623.401     | 0,40  |
| GUE /NGL       | 9.999.413   | 6,48  | GAE            | 529.782     | 0,34  |
| GUE /NGL       | 9.999.413   | 6,48  | Divers         | 3.333.327   | 2,16  |
| PSE            | 37.271.453  | 24,15 | PSE            | 36.716.593  | 23,79 |
| PSE            | 37.271.453  | 24,15 | Divers         | 554.860     | 0,36  |
| V/ALE          | 9.742.287   | 6,31  | PVE            | 8.290.609   | 5,37  |
| V/ALE          | 9.742.287   | 6,31  | ALE            | 946.834     | 0,61  |
| V/ALE          | 9.742.287   | 6,31  | Divers         | 504.844     | 0,33  |
| ADLE           | 13.732.594  | 8,90  | ELDR           | 10.835.213  | 7,02  |
| ADLE           | 13.732.594  | 8,90  | Divers         | 2.897.381   | 1,88  |
| PPE-DE         | 52.534.612  | 34,04 | PPE            | 44.670.810  | 28,95 |
| PPE-DE         | 52.534.612  | 34,04 | DE             | 5.189.196   | 3,36  |
| PPE-DE         | 52.534.612  | 34,04 | Divers         | 2.674.606   | 1,73  |
| UEN            | 6.141.614   | 3,98  | UEN            | 6.141.614   | 3,98  |
| I/D            | 3.611.803   | 2,34  | MPCE           | 341 895     | 0,22  |
| I/D            | 3.611.803   | 2,34  | Divers         | 3.269.908   | 2,12  |
| N. I.          | 13.745.847  | 8,91  | Divers         | 13.745.847  | 8,91  |
| Non élus       | 7.094.142   | 4,6   | Non élus       | 7.094.142   | 4,60  |
| Blancs et nuls | 443.953     | 0,29  | Blancs et nuls | 443.953     | 0,29  |
| Total          | 154.317.718 | 100   | Total          | 154.317.718 | 100   |

La répartition par groupes parlementaires n'est donnée qu'à titre indicatif. 
Les députés ont eu la liberté de changer de groupe, lors de la première session parlementaire du 19 juillet 2004.

Groupes parlementaires par pays

### Groupe PPE-DE
Le groupe PPE-DE a obtenu 38,11 % des suffrages, soit une progression de 3 points par rapport à 1999. Avec l'adhésion de la Roumanie et la Bulgarie au 1er janvier 2007, le PPE-DE a accueilli 23 nouveaux parlementaires.
Grâce à sa bonne représentation sur la législature 2004-2009, le groupe PPE-DE préside 9 commissions parlementaires et détient 4 des 14 vice-présidences du Parlement, ainsi que trois questeurs. 
Le président du groupe est Joseph Daul depuis le 9 janvier 2007 pour remplacer Hans-Gert Pöttering (devenu Président du Parlement), député européen depuis 1999.

### Groupe socialiste au Parlement européen (PSE)
Le groupe du PSE regroupe les sociaux démocrates, les socialistes et les travaillistes membres du Parlement européen. Il est le deuxième groupe du Parlement.
Aux élections de 2004, les socialistes ont obtenu 27,19 % des votes, ce qui leur a permis d'obtenir 200 sièges, occupés par des élus originaires de 23 États membres. La France représente la délégation nationale numériquement la plus importante avec 31 membres (issus du Parti socialiste), suivie par les 24 membres espagnols du PSOE et les 23 membres allemands du SPD.
Le groupe a sept présidents de commissions parlementaires (24 vice-présidents), 5 vice-présidents du Parlement et 2 questeurs appartiennent au PSE. Le groupe PSE compte alors 217 députés.
Le président du groupe est M. Martin Schulz depuis 2004, député européen depuis douze ans.

### Groupe Alliance des démocrates et des libéraux pour l’Europe (ADLE)
Avec 100 députés issus de 22 pays, l’Alliance des démocrates et des libéraux pour l'Europe (ADLE) est le troisième groupe politique d’importance au Parlement européen. Il réunit deux partis alliés depuis 2004, le parti Parti européen des libéraux, démocrates et réformateurs (ELDR) et le Parti démocrate européen.
L’ADLE a obtenu trois présidents de commissions parlementaires et de deux vice-présidents du Parlement.

## Modalités des élections
Les députés sont élus au suffrage universel direct selon des modes de scrutin propres à chacun des États. Le scrutin se déroule soit dans le cadre de circonscriptions régionales ou interrégionales (Belgique, France, Irlande, Italie, Pologne, Royaume-Uni), soit au niveau d'une seule circonscription nationale (Autriche, Chypre, Danemark, Espagne, Finlande, Grèce, Hongrie, Luxembourg, Pays-Bas, Portugal, République tchèque, Suède, Slovaquie et Slovénie), soit encore dans le cadre d'un système mixte, comme en Allemagne, où les candidats peuvent se présenter à l'échelon d'une ou plusieurs régions (Länder) ou à l'échelon national.
La règle générale définie par le traité d'Amsterdam est la proportionnalité.

### Allemagne
- Représentation proportionnelle :

Système de représentation proportionnelle avec des listes bloquées. Les partis ou d'autres associations politiques présentent soit une liste au niveau fédéral (SPD, Verts, PDS, FDP), soit des listes au niveau des Länder (CDU et CSU).
- Répartition des sièges :

Un parti ou une association politique doit recueillir au moins 5 % des suffrages exprimés au niveau national pour obtenir des sièges. Les sièges sont attribués au niveau national selon la méthode Hare-Niemeyer.

### Autriche
Représentation proportionnelle au niveau national. Les électeurs doivent voter pour une liste et peuvent également voter pour tel ou tel candidat sur cette liste (vote préférentiel). Chaque électeur dispose d'une seule voix. 
Répartition des sièges : méthode d'Hondt. La répartition des sièges se fait au niveau national. Toute liste n'ayant pas obtenu au moins 4 % du total des voix est exclue de la répartition des sièges. Les sièges sont attribués selon le nombre de suffrages recueillis par chaque liste.

### Belgique

Collèges belges européennes

Représentation par 24 députés élus au scrutin proportionnel préférentiel par les trois collèges électoraux dans les quatre régions :
- 14 élus par le collège électoral néerlandophone ;
- 9 par le collège francophone ;
- 1 par le collège germanophone.

### Espagne
Représentation proportionnelle au niveau national (listes fermées et bloquées). 
Répartition des voix : système d'Hondt.

### France
Le scrutin s'effectue par listes à la représentation proportionnelle suivant la règle de la plus forte moyenne, sans panachage ni vote préférentiel, en un seul tour, dans le cadre de huit grandes circonscriptions. 
Ces circonscriptions sont au nombre de sept pour la métropole, comprenant une ou plusieurs régions. 
La huitième regroupe les départements, collectivités et territoires d'outre-mer. Le nombre de sièges par circonscription, fixé par le décret no 2004-396 du 6 mai 2004, est de 12 pour le Nord-Ouest, 10 pour l'Ouest, 10 pour l'Est, 10 pour le Sud-Ouest, 6 pour le Massif central-Centre, 13 pour le Sud-Est, 14 pour l'Île-de-France et 3 pour l'Outre-mer.
Les sièges sont répartis entre les listes ayant obtenu plus de 5 % des suffrages exprimés. Ils sont attribués selon l'ordre de présentation sur la liste. 
Circonscriptions :

Nombre de députés par circonscription.

- Circonscription Nord-Ouest : régions Basse Normandie, Haute Normandie, Nord-Pas-de-Calais et Picardie.
- Circonscription Ouest : régions Bretagne, Pays-de-la-Loire et Poitou-Charentes.
- Circonscription Est : régions Alsace, Bourgogne, Champagne-Ardenne, Lorraine et Franche-Comté.
- Circonscription Sud-Ouest : régions Aquitaine, Languedoc-Roussillon et Midi-Pyrénées.
- Circonscription Sud-Est : régions Corse, Provence-Alpes-Côte d'Azur et Rhône-Alpes.
- Circonscription Massif central-Centre : régions Auvergne, Limousin et Centre.
- La circonscription Île-de-France comprend la seule région Île-de-France
- La circonscription Outre-Mer regroupe les départements, territoires et collectivités de : Saint-Pierre-et-Miquelon, Guadeloupe, Martinique, Guyane, Réunion, Mayotte, Nouvelle-Calédonie, Polynésie française et Wallis-et-Futuna.

### Irlande
L'Irlande est actuellement divisée en quatre circonscriptions : Dublin, 4 sièges ; Munster, 4 sièges ; Leinster, 4 sièges ; Connacht/Ulster, 3 sièges.
Le nombre de députés irlandais au Parlement européen a été ramené à 13. Une commission électorale a été instituée pour examiner le redécoupage des circonscriptions européennes afin de prendre cet aspect en compte. La commission qui a publié son rapport en octobre 2003 a recommandé de réduire d'une unité le nombre de sièges des circonscriptions de Leinster et Munster et de transférer la population du comté de Clare de la circonscription de Munster vers celle de Connacht-Ulster.

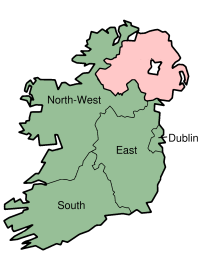
Circonscriptions irlandaises européennes

La commission a également recommandé que les circonscriptions soient rebaptisées comme suit :
- Dublin (ville et comté de Dublin) - 4 sièges
- Est (tous les comtés de Leinster à l'exception de Dublin) - 3 sièges
- Sud (tous les comtés de Munster à l'exception de Clare) - 3 sièges
- Nord-Ouest (Clare, tous les comtés de Connacht et les trois comtés d'Ulster dans la République) - 3 sièges

La méthode utilisée est celle du vote unique transférable (VUT). Ce système revient pratiquement à introduire la proportionnalité :
votes exprimés + 1 = quota
sièges +1
Le bulletin de vote reprend les noms des candidats dans l'ordre alphabétique. Chaque électeur exprime son vote en faveur d'un candidat et indique en outre selon son ordre de préférence le(les) candidat(s) vers lequel son vote doit être transféré si le candidat de son premier choix ou du choix qui va suivre a déjà atteint le quota ou n'a pas obtenu suffisamment de voix et a donc été éliminé.
Un candidat est élu dès lors qu'il a atteint le quota. Tout vote recueilli par un candidat et dépassant le quota atteint par ce candidat est redistribué sur une base proportionnelle parmi les candidats restants conformément aux préférences exprimées par les électeurs.

### Italie
Scrutin proportionnel selon la loi no 18 du 24 janvier 1979.
On divise le nombre de voix obtenues par toutes les listes par le nombre de sièges à attribuer (78). On obtient ainsi le quotient électoral national. En divisant le nombre de suffrages obtenus au niveau national par chaque liste par ce quotient, on obtient le nombre de sièges à attribuer à chaque liste. Les sièges restants sont attribués aux listes qui ont les « restes » les plus élevés (quotient dit de Hare).
Pour la distribution dans les circonscriptions des sièges obtenus au niveau national, on divise le total national de chaque liste (nombre de voix valables) par le nombre de sièges attribuer à cette même liste au niveau national. On obtient ainsi le quotient électoral par liste. On procède ensuite à la division du chiffre électoral (voix valables) obtenu par la liste dans la circonscription par le quotient électoral par liste. Le résultat donne le nombre de sièges à attribuer dans la circonscription.
Les minorités reconnues (française de la Vallée d'Aoste, allemande du Haut-Adige et slovène de la Vénétie julienne) peuvent se présenter localement et être reliées à une liste nationale : 50 000 voix leur suffisent alors pour avoir un élu.
Répartition théorique des sièges dans les 5 circonscriptions : cette répartition des 78 sièges résulte d'un décret du Président de la République le 10 avril 2004. Les sièges ont été répartis parmi les circonscriptions de manière proportionnelle à leur population. Les deux circonscriptions (IIe et IIIe) qui ont les « restes » les plus élevés ont droit à un siège supplémentaire. Néanmoins, les sièges étant attribués à des partis et non à des régions, et l'abstention jouant, le résultat fait attribuer davantage de sièges aux circonscriptions les plus peuplées (au détriment des îles par exemple, où l'abstention est généralement élevée). La loi a abouti ainsi à l'élection de 7 députés (au lieu de 9 théoriques) dans la circonscription insulaire — tous originaires de Sicile alors que la circonscription comprend aussi la Sardaigne.
Circonscriptions :

Circonscriptions italiennes européennes

- I, Italie nord-occidentale (Piémont, Val d'Aoste, Ligurie, Lombardie) 20
- II, Italie nord-orientale (Vénétie, Trentin-Haut-Adige, Frioul-Vénétie julienne, Émilie-Romagne) 15
- III, Italie centrale (Toscane, Ombrie, Marches, Latium) 15
- IV, Italie méridionale (Abruzzes, Molise, Campanie, Pouilles, Basilicate, Calabre) 19
- V, Italie insulaire (Sicile, Sardaigne) 9

Nombre d'habitants dans les circonscriptions :
- Italie nord-occidentale (1re) 14 938 562
- Italie nord-orientale (2e) 10 634 820
- Italie centrale (3e) 10 906 626
- Italie méridionale (4e) 13 914 865
- Italie insulaire (5e) 6 600 870

### Lettonie
Représentation proportionnelle.
Attribution des sièges : méthode de Sainte-Laguë (division par nombres impairs successifs).

### Luxembourg
Représentation proportionnelle nationale (circonscription unique) 
Répartition des sièges : système d'Hondt. Chaque électeur dispose d'autant de voix qu'il y a de sièges à attribuer (six). Il peut panacher. L'électeur a la possibilité: soit d'attribuer la totalité de ses suffrages en bloc à une seule liste, soit les répartir sur différents candidats de différentes listes, soit encore les répartir sur les candidats d'une même liste. Si l'électeur vote pour une liste entière comptant moins de 6 candidats, cette liste est créditée d'autant de voix qu'elle compte de candidats. Une liste ne peut comprendre plus de 12 candidats. Les sièges sont attribués en fonction du nombre de voix que les différents candidats et les différentes listes ont recueilli.

### Malte
Les élections au Parlement européen à Malte se font selon la représentation proportionnelle lors d'un scrutin à vote unique transférable dans treize districts électoraux sur une seule liste électorale nationale.
En vertu du traité de Nice, Malte doit élire 5 députés européens en 2004, la plus petite délégation au sein du Parlement européen.
La première élection à Malte pour le Parlement européen regroupait 27 candidats : 8 candidats se sont déclarés du Parti nationaliste (Partit Nazzjonalista) et 8 du Parti travailliste (Partit Laburista) ; 2 du Parti Alpha (Alpha Party) ; 1 de l'Alternative démocratique, le Parti Vert (Alternattiva Demokratika, The Green Party) ; 1 du Parti républicain démocrate-chrétien (Christian Democratic Republican Party) ; 1 d’Imperium Europa ; 1 de Kul Ewropa ainsi que 5 candidats indépendants.
Pour être élus, les candidats devaient obtenir, lors du dépouillement, dans les décomptes successifs, au moins autant de voix que le quotient électoral (« quota »). Celui-ci est égal au nombre total des votes valides, divisé par le nombre des sièges, plus une voix.

### Pologne
Affectation des sièges : les votes sont d'abord décomptés dans l'ensemble du pays selon la méthode d'Hondt, pour déterminer les listes ayant obtenu plus de 5 % des voix. Des mandats sont alors attribués aux différentes circonscriptions. Ensuite, selon la méthode Hare Niemeyer (qui tient compte du taux de participation électorale), des mandats sont distribués aux listes gagnantes.
Circonscriptions :

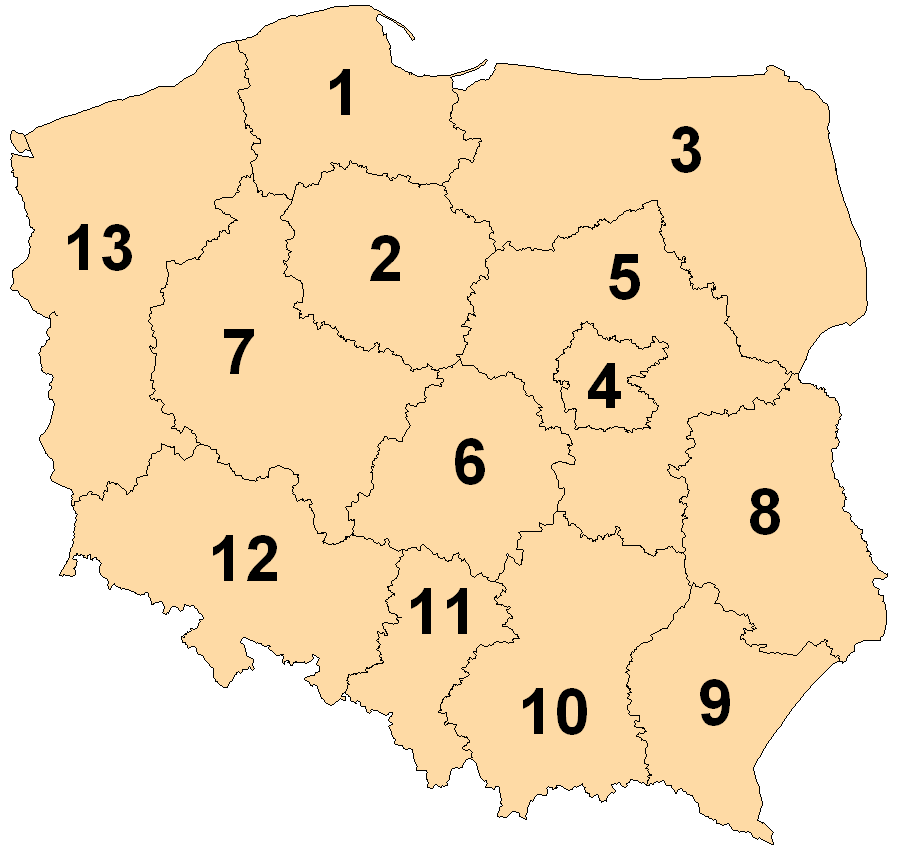
Circonscriptions polonaises européennes

- Circonscription 1 Voïvodie de Poméranie
- Circonscription 2 Voïvodie de Couïavie-Poméranie
- Circonscription 3 Voïvodie de Podlachie (Podlasie) et Varmie-Mazurie
- Circonscription 4 Ville de Varsovie et une partie de la voïvodie de Mazovie (arrondissements: Grodzisk Mazowiecki, Legionowo, Nowy Dwór Mazowiecki, Otwock, Piaseczno, Pruszków, Varsovie-Ouest et Wołomin)
- Circonscription 5 Les autres parties de la voïvodie de Mazovie (arrondissements: Ciechanów, Gostynin, Mława, Płock, Płońsk, Przasnysz, Sierpc, Sochaczew, Żuromin, Żyrardów, Białobrzegi, Grójec, Kozienice, Lipsko, Przysucha, Radom, Szydłowiec, Zwoleń, Garwolin, Łosice, Maków Mazowiecki, Mińsk, Mazowiecki, Ostrołęka, Ostrów Mazowiecki, Pułtusk, Siedlce, Sokołów Podlaski, Węgrów, Wyszków et les villes de Płock, Radom, Ostrołęka et Siedlce)
- Circonscription 6 Voïvodie de Łódź
- Circonscription 7 Voïvodie de Grande-Pologne
- Circonscription 8 Voïvodie de Lublin
- Circonscription 9 Voïvodie des Basses-Carpates (Précarpates)
- Circonscription 10 Voïvodie de Petite-Pologne et Sainte-Croix
- Circonscription 11 Voïvodie de Silésie
- Circonscription 12 Voïvodie de Basse-Silésie et Opole
- Circonscription 13 Voïvodie de Lubusz et Poméranie occidentale

### Royaume-Uni

Circonscriptions britanniques européennes.

Représentation proportionnelle régionale :
- au moyen d'un système de listes bloquées avec une répartition des sièges suivant la méthode d'Hondt pour 11 des 12 circonscriptions ;
- au moyen du système du vote unique transférable (VUT) pour la circonscription d'Irlande du Nord.

Circonscriptions :
- East Midlands - 6 sièges
- East of England - 7 sièges
- Londres - 9 sièges
- North-East England - 3 sièges
- North-West England - 9 sièges
- Irlande du Nord (Northern Ireland) - 3 sièges
- Écosse (Scotland) - 7 sièges
- South-East England - 10 sièges
- South-West England - 7 sièges
- Pays de Galles (Wales) - 4 sièges
- West Midlands - 7 sièges
- Yorkshire & Humberside - 6 sièges

## Élection du président de la commission européenne
| Candidat   | Candidat                  | Date            | Vote      | Vote      |
| ---------- | ------------------------- | --------------- | --------- | --------- |
|            | José Manuel Barroso (PPE) | 22 juillet 2004 | Pour      | 413 / 732 |
| Contre     | José Manuel Barroso (PPE) | 22 juillet 2004 | 251 / 732 |           |
| Abstention | José Manuel Barroso (PPE) | 22 juillet 2004 | 44 / 732  |           |
| Nuls       | José Manuel Barroso (PPE) | 22 juillet 2004 | 3 / 732   |           |
|            |                           | 22 juillet 2004 |           |           |
| Exprimés   | José Manuel Barroso (PPE) | 22 juillet 2004 | 711 / 732 |           |